# Baronia de Palafolls

Escut de Palafolls amb la corona de baró i les armes dels senyors de Palafolls

La baronia de Palafolls era una jurisdicció senyorial centrada al castell de Palafolls que comprenia els actuals termes municipals de Palafolls, Malgrat de Mar i Santa Susanna i part del de Blanes (planura de s'Abanell i s'Auguer).
Als s. IX i X aquest ja era esmentat amb el nom de Palatiolum. A la fi del segle xi es tenen notícies ja del terme del castell de Palafolls, segregat del de Montpalau, pertanyent a Umbert Odó de Sesagudes. El seu net Gausfred prengué el nom de Palafolls. Berenguer de Palafolls donà el 1345 carta de població per a la Vilanova de Palafolls que canvià posteriorment el nom pel de Malgrat de Mar. El 1381 Guillem de Palafolls vengué el castell i la jurisdicció al rei Pere III i adquirí el lloc d'Ariza (Aragó). Els Palafolls aragonesos es canviaren el seu cognom a "Palafox" i van ser marquesos d'Ariza.